# Sex and the Single Girl
Sex and the Single Girl is een film uit 1964 onder regie van Richard Quine.

## Verhaal
Een man maakt gebruik van zijn werk om via een interview een vrouw te verleiden.

## Rolverdeling
| Acteur          | Personage            |
| --------------- | -------------------- |
| Lauren Bacall   | Sylvia Broderick     |
| Tony Curtis     | Bob Weston           |
| Mel Ferrer      | Rudolph DeMeyer      |
| Henry Fonda     | Frank Broderick      |
| Natalie Wood    | Helen Gurley Brown   |
| Otto Kruger     | Marshall H. Anderson |
| Howard St. John | Randall              |
| Leslie Parrish  | Susan                |